# 塔甘斯基保衛指揮點

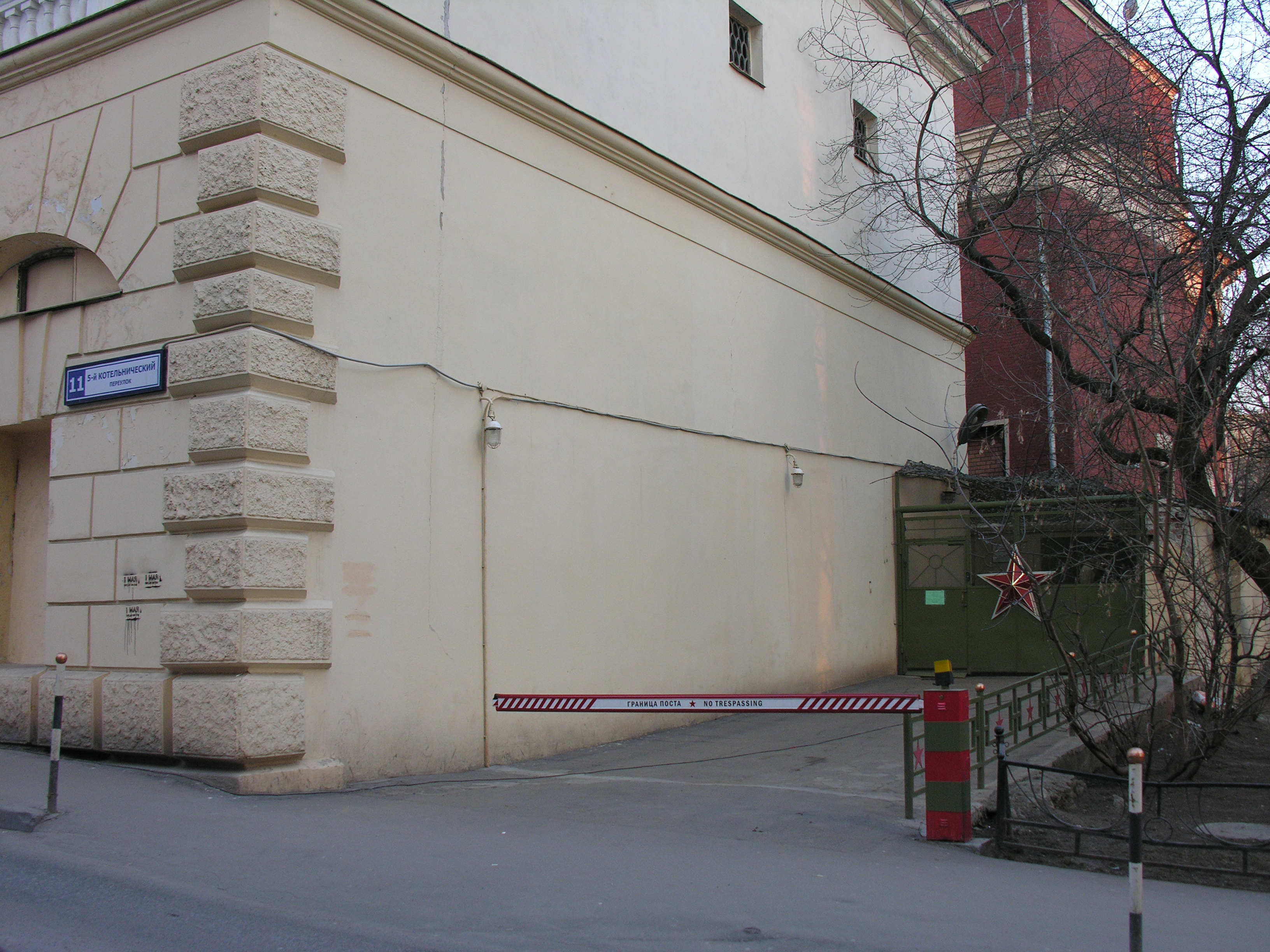
門口藏身於一棟古老的建築物中

塔甘斯基保衛指揮點（俄语：Музе́й холо́дной войны́，也被稱為An-02（1947年）、FS-293（1951年）、FS-572（1953年）、GO-42（1980年）以及RFQ塔干 ，現在則稱為莫斯科42號地堡），屬於一個祕密的軍事建設、掩體、也是備用遠程航空指揮所，地點位於俄羅斯莫斯科，莫斯科地鐵塔甘卡站附近的地底下。占地約為7000平方公尺，深度約為65公尺的地下。

## 歷史
塔甘斯基保衛指揮點建造於1951年，主要是為了對付美國核戰爭的威脅。該複雜的地底通道建造技術，也被用於建設莫斯科地鐵，有兩個隧道連接其他設施，第一條隧道用於補給，連接莫斯科地鐵庫爾斯克站與塔甘卡站；第二條隧道則連接塔甘卡站，用以通往技術區域。
1956年，這個指挥点被作為一個緊急指揮總部，並長期參與航空通信，技術相關人員每24小時輪替一次，並且需要時時保持警戒，隨時準備應戰。根據一些退伍軍人的回顧，裡面有許多機構，包括中央無線電室、中央電報室、大地測量實驗室等。在1960年代，塔甘斯基保衛指揮點為了防範核攻擊提供升級，包括食品儲藏、燃料儲藏、自流井 以提供长期清洁饮用水。
在1970年代中期，蘇聯政府節定重建一部分掩體來滿足中央電報辦公室的需求，不過不防水、老化的柴油發電機與通風系統讓這些計畫都未進行，直至1995年，塔甘斯基保衛指揮點才完全被揭露出來。
2001年，俄罗斯联邦预算編列100萬盧布投資於此設施。

### 轉移為私人所有
2006年，塔甘斯基保衛指揮點被俄羅斯联邦机构国有财产局拍賣，買家是一家私人公司-諾維克服務，總共花费65億盧布。 諾維克服務计划要把它变成一个娱乐中心与冷战博物馆、一间餐厅，與一間水疗中心。唯一沒有改變的是巨大的鋼門與掩體。截至2007年4月，可以預定在600公尺長的隧道網路中旅遊。截至2012年3月，翻新仍在进行中，但是有部分的掩体已经完成。

## 容納能力
可以容納多達3000人生活與不靠外界支援生活長達90天，主要是有完善的食物儲藏、醫藥設施、空氣循環系統與柴油發電機。 工作人員藉由莫斯科地鐵來上班，從最近的塔甘卡站 (莫斯科地鐵環狀線)搭著特殊的深夜地鐵而來。